# Asopos (Gott)
Asopos (altgriechisch Ἀσωπός Asōpós) ist in der griechischen Mythologie ein Flussgott, der auf zwei verschiedene Flüsse dieses Namens in Böotien und westlich von Korinth bezogen wird. 
Als seine Eltern werden nach Apollodor Okeanos und Tethys, Poseidon und Pero oder Zeus und Eurynome genannt.
Er hatte zwei Söhne und zwölf oder zwanzig Töchter mit Metope, einer Tochter des Flussgottes Ladon, darunter Ismenos, Pelasgos, Kleone, Salamis, Sinope, Peirene, Oenia, Thebe, Kerkyra, Thespia, Chalkis, Nemea und Aigina. Er war Großvater des Aiakos.
Er befragte den eigensinnigen König von Korinth Sisyphos nach dem Namen, wer Aigina, eine seiner Töchter, entführt hatte. Als Gegenleistung errichtete er auf dem Akrokorinth eine Wasserquelle.